# Christoph Jakob Kremer

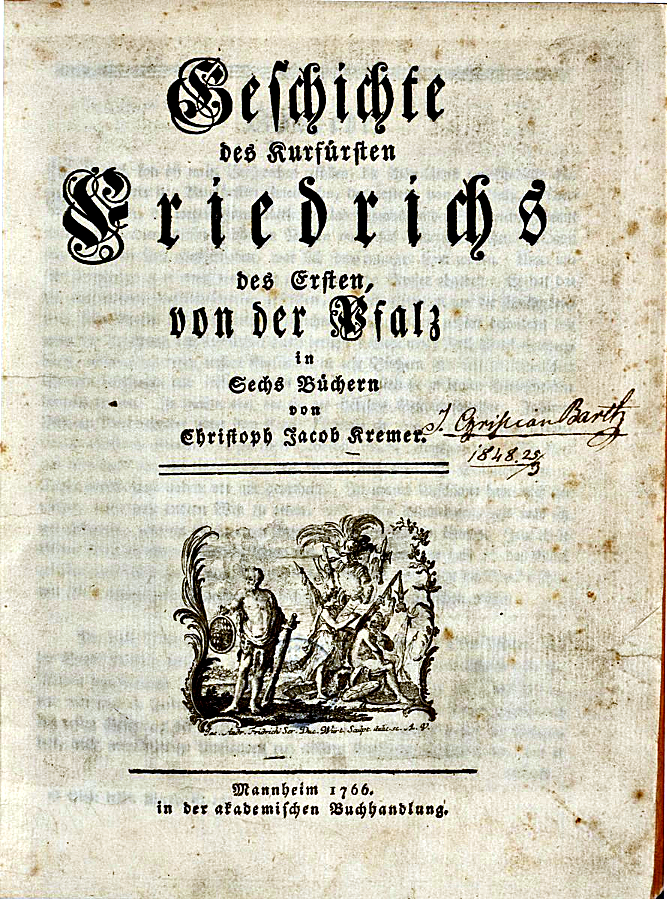
Titelblatt von Kremers „Geschichte des Kurfürsten Friedrichs des Ersten von der Pfalz“, 1766

Christoph Jakob Kremer, zuweilen auch Krämer (* 10. Mai 1722 in Worms; † 19. April 1777 in Grünstadt) war ein kurpfälzischer Jurist und Historiker.

## Herkunft und Familie
Er entstammte einer alteingesessenen lutherischen Familie in Worms und wurde geboren als Sohn des Rechtskonsulenten bzw. Lokalhistorikers Jakob Hartmann Kremer († 1729) sowie seiner Frau Anna Maria geb. Faber († 1775), Tochter des Hanauer Stadtphysikus Martin Faber.
Der Bruder Johann Martin Kremer (1718–1793), fungierte zuletzt als nassauischer Geheimrat und Historiker in Wiesbaden und Weilburg. Die Schwester Katharina Jakobe war verheiratet mit dem lutherischen Pfarrer Johann Heinrich Moder in Nieder-Ramstadt, die Schwester Friderika Juliana mit dem gräflich leiningischen Leibphysikus und Hofrat Ludwig Vigelius (1736–1788) in Grünstadt.  Von Letzterer hat sich ein sehr schönes Porträt im Stadtmuseum Grünstadt erhalten, ein Werk des badischen Hofmalers Johann Ludwig Kisling  (1746–1815).

## Leben und Wirken

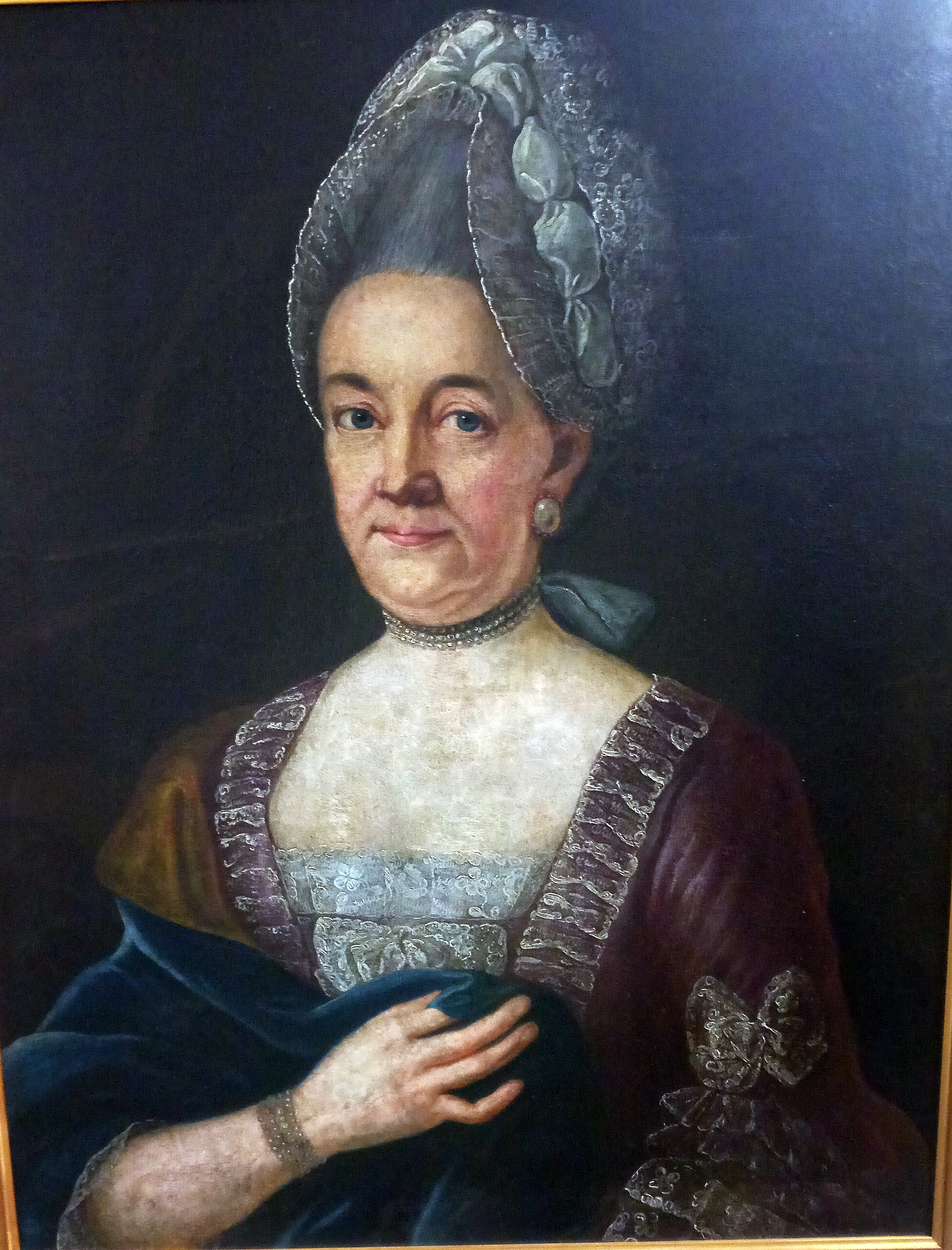
Kremers Grünstadter Schwester Friderika Juliana Vigelius, Gemälde von Johann Ludwig Kisling im Stadtmuseum Grünstadt

Christoph Jakob Kremer besuchte in Worms die Schule, danach studierte er Jura, Philosophie und deutsche Geschichte an der Universität Tübingen. Zu seinen Lehrern zählten hier Christian Ferdinand Harpprecht, Wolfgang Adam Schoepf, Israel Gottlieb Canz und Johann Jakob Helfferich.
Sein Bruder holte ihn als wild- und rheingräflichen Archiv-Registrator nach Grumbach am Glan. 1759 ernannte man Christoph Jakob Kremer zum korrespondierenden Mitglied der Bayerischen Akademie der Wissenschaften in München.
1760 berief ihn Kurfürst Karl Theodor als Ehegerichtsrat nach Mannheim. 1763 avancierte er zum kurpfälzischen, 1769 zum jülich-bergischen Hofhistoriografen und erhielt den Titel eines Hofrates. Zusammen mit Georg Christian Crollius und Andreas Lamey gehörte er zum Führungszirkel der 1763 unter seiner Mitwirkung gegründeten Kurpfälzischen Akademie der Wissenschaften. Er verfasste viele historische Abhandlungen, darunter die bis heute als Quellenwerk bedeutende, ganz aus Urkunden sowie zeitgenössischen Chronisten zusammengestellte Geschichte des Kurfürsten Friedrichs des Ersten von der Pfalz (1765).  Auch Kremers Geschichte des Rheinischen Franziens unter den Merovingischen und Karolingischen Königen bis in das Jahr 843, als eine Grundlage zur Pfälzischen Staats-Geschichte, 1778 posthum von Andreas Lamey publiziert, gilt als wichtiges Grundlagenwerk.  Seit 1767 gab er mit Lamey zudem die Mannheimer Zeitung heraus.
Im Frühjahr 1777 erkrankte Kremer schwer und zog sich zur Behandlung zu seinem Schwager, dem Arzt Ludwig Vigelius in Grünstadt zurück. Hier, im Haus seiner Schwester und seines Schwagers, verstarb er nach wenigen Tagen. Er hatte selbst keine Familie, sondern war ledig und wurde auf dem Friedhof bei der Grünstadter Martinskirche begraben.

## Werke
- Geschichte des Kurfürsten Friedrich I. von der Pfalz. 3. Aufl. Mannheim 1809. Dilibri
- Urkunden zur Geschichte des Kurfürsten Friedrichs des Ersten von der Pfalz. 1. Aufl. Mannheim 1766 (MDZ), 3. Aufl. Mannheim 1809 (Dilibri).
- Akademische Beiträge zur Gülch- und Bergischen Geschichte
  - Band 1 Mannheim 1769
  - Band 2 Mannheim 1776
  - Band 3 Mannheim 1781
- Geschichte des Rheinischen Franziens: unter den merowingischen und karolinischen Königen. Mannheim 1778 Google Book